# MAZ-5434
Der MAZ-5434 (russisch МАЗ-5434) ist ein Lastkraftwagen des belarussischen Herstellers Minski Awtomobilny Sawod (russisch Минский автомобильный завод, kurz MAZ bzw. МАЗ). Er wird seit 1990 in Serie gefertigt und basiert technisch auf dem MAZ-5432. Anders als dieser besitzt das Fahrzeug Allradantrieb und ist ursprünglich für den Langholztransport in der Forstwirtschaft konzipiert worden.

## Fahrzeuggeschichte

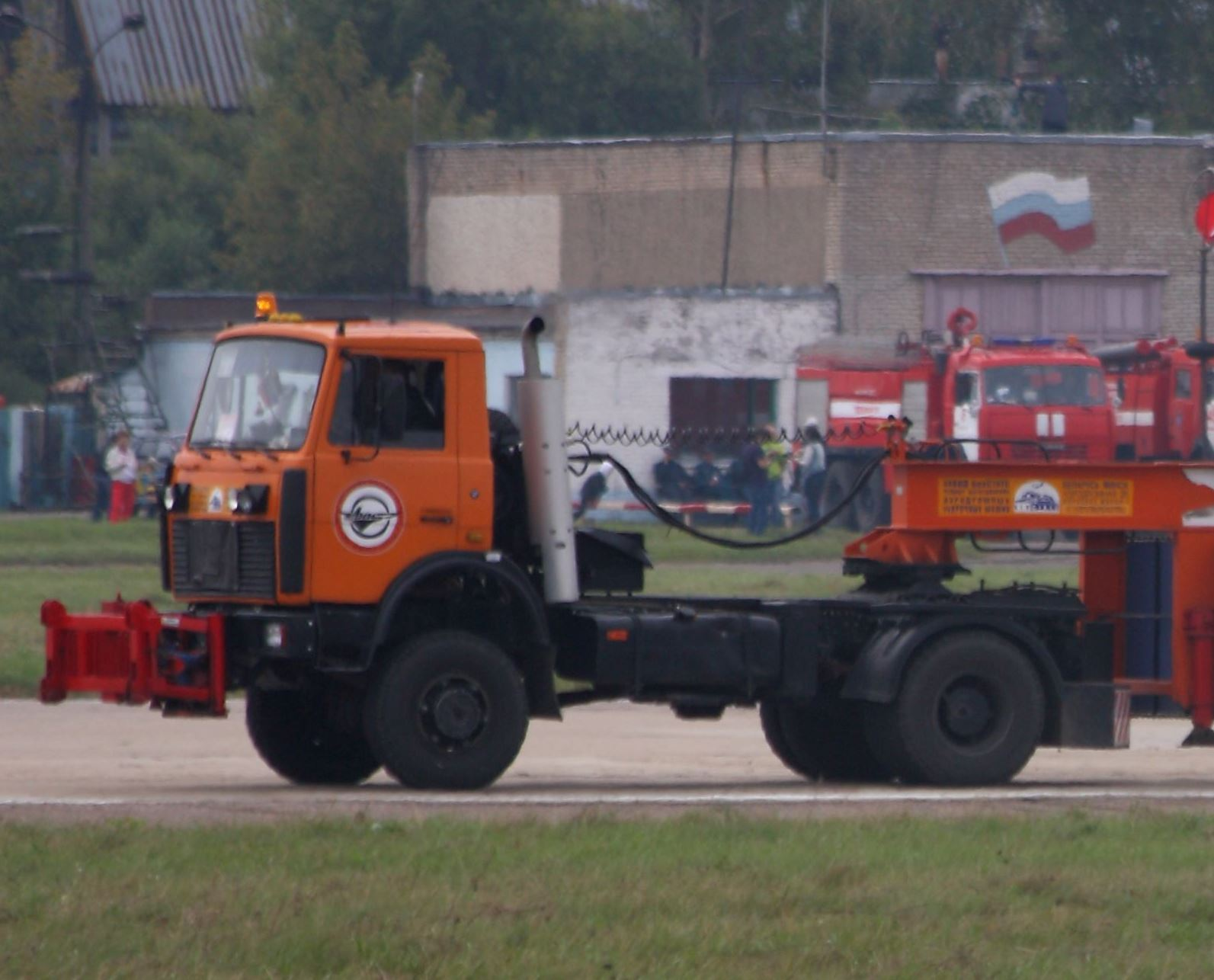
MAZ-5434 als Zugmaschine für Spezialgerät auf dem Flughafen Moskau-Schukowski (2013)

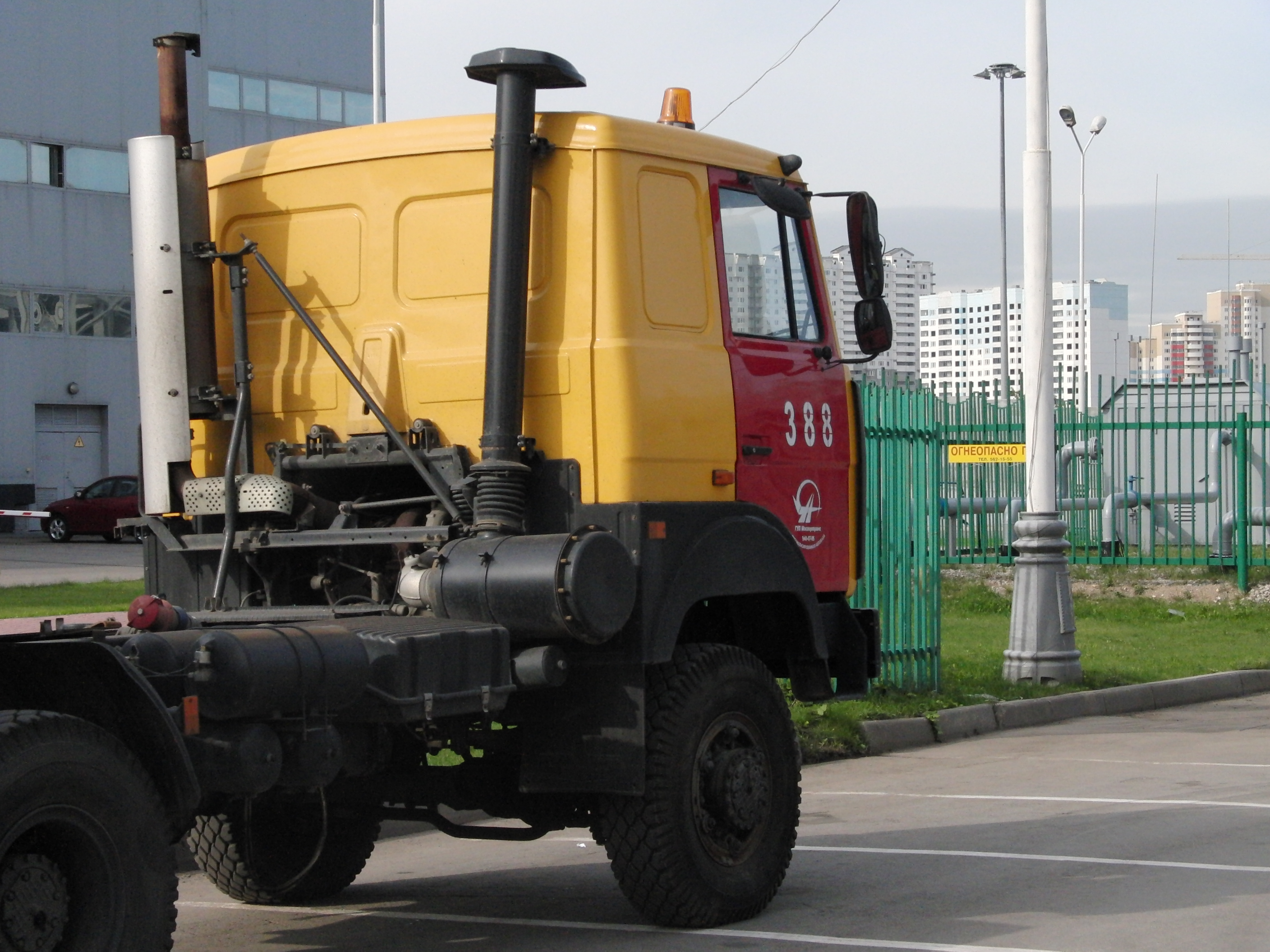
Heckansicht eines MAZ-5434, zu erkennen ist die angetriebene Vorderachse und der nach oben verlegte Auspuff (2010)

Das Vorgehen, eigene Lastwagenmodelle mit Allradantrieb auszurüsten und so speziell für die Forstwirtschaft tauglich zu machen, hat im Minski Awtomobilny Sawod lange Tradition. Bereits vom MAZ-200 gab es ab 1955 eine so umgerüstete Version, den MAZ-501. Später wurde auf Basis des MAZ-500 der MAZ-509 gefertigt. 1977 erschien der MAZ-509A, der technisch auf dem MAZ-5335 basiert. Diese Fahrzeuge wurden bis 1990 produziert und im gleichen Jahr durch den MAZ-5434 ersetzt.
Als technische Basis für den MAZ-5434 diente der schon seit 1981 gebaute MAZ-5432. Anders als bei der Sattelzugmaschine erhielt der MAZ-5434 eine schwächere Version des JaMZ-238-Achtzylinder-Dieselmotors aus dem Jaroslawski Motorny Sawod mit zunächst lediglich 240 PS (176 kW) aus knapp 15 Litern Hubraum. Das gleiche Triebwerk wurde auch in vielen anderen sowjetischen Lastwagen eingebaut, beispielsweise im KrAZ-255. Auch das Getriebe stammt von JaMZ. Bis heute bietet MAZ keine Version des Lkw mit westlichen Antriebskomponenten an, anders als bei vielen anderen Modellen. Der mit Stand 2017 verwendete Motor ist ein V6 mit 11,15 Litern Hubraum und 270 PS (199 kW) Leistung. Er entspricht konstruktiv in vielen Teilen dem früheren Triebwerk, erfüllt aber die EURO-4-Abgasnorm.
Während die Produktion des MAZ-5432 im Jahr 2008 eingestellt wurde, wird der MAZ-5434 kaum verändert seit fast 30 Jahren gefertigt. Heute liefert MAZ ab Werk von diesem Typ nur noch Fahrgestelle ohne Aufbau. Speziell für die Forstwirtschaft werden in Minsk noch entsprechend ausgerüstete Fahrzeuge der Typen MAZ-6303, MAZ-6312 und MAZ-6317 gefertigt. Optisch ähnelt der MAZ-5434 stark dem MAZ-5433 ohne Allradantrieb.

## Technische Daten
Für den MAZ-5434 mit Aufbau. Daten für das Fahrgestell ohne Aufbau, wie es der Hersteller mit Stand Ende 2017 anbietet, sind mit einem * gekennzeichnet.
- Motor: V6-Viertakt-Dieselmotor*
- Motortyp: JaMZ-65651*, früher JaMZ-238M2 (V8)
- Leistung: 270 PS (199 kW)*, früher auch 240 PS (176 kW)
- Hubraum: 11.150 cm³*, früher 14.860 cm³
- Bohrung: 130 mm
- Hub: 140 mm
- Drehmoment: 883 Nm bei 1250–1450 min−1
- Getriebe: mechanisches Schaltgetriebe, 8 Vorwärtsgänge
- Getriebetyp: JaMZ-238A
- Treibstoffverbrauch: 45 l/100 km bei 60 km/h
- Tankinhalt: 350 l
- Höchstgeschwindigkeit: 70 km/h
- Antriebsformel: 4×4

Abmessungen und Gewichte
- Länge: 6600 mm
- Breite: 2500 mm
- Höhe: 3525 mm
- Radstand: 3750 mm
- Bodenfreiheit: 300 mm
- Höhe Ladekante: 1740 mm
- Leergewicht: 9030 kg
- Zuladung: 6450 kg, Fahrgestell ohne Aufbau: 7850 kg*
- zulässiges Gesamtgewicht: 16.000 kg
- zulässige Anhängelast: 16.000 kg
- zulässiges Gesamtgewicht Lastzug: 34.000 kg